# Óscar Chávez
Pour les articles homonymes, voir Chávez.
Óscar Chávez (né le 20 mars 1935 à Colonia Portales (Mexico, Mexique) et mort le 30 avril 2020 dans la même ville) est un chanteur, acteur et compositeur mexicain, célèbre pour l'interprétation de divers genres musicaux populaires de son pays et de l'Amérique latine. Il est connu au Mexique pour ses chansons engagées principalement contre le gouvernement et la droite. Il a soutenu musicalement l'Armée zapatiste de libération nationale.
il connait le succès avec sa participation dans le film “Los Caifanes” (1966) de Juan Ibañez, considéré comme emblématique du cinéma indépendant mexicain. Il enregistre plus de 25 albums.

## Biographie
Óscar Chávez est né à Colonia Portales mais a passé la majeure partie de son enfance et de son adolescence à Santa María la Rivera.
Il a étudié à l'École de théâtre de l'Institut national des beaux-arts, puis a poursuivi ses études à l'Université autonome du Mexique.
Alors que le théâtre, le cinéma et la poésie constituaient une partie importante de sa vie, c'est la musique qui est devenue sa priorité. Ainsi, de 1963 à 1995, le compositeur mexicain a sorti plus de 50 albums, dont 20 en studio.
En 2019, le secrétariat à la Culture  avait déclaré Chavez Patrimoine culturel vivant du Mexique pour son œuvre de collecte et de diffusion des anciennes chansons mexicaines de la première moitié du XXe siècle.
Son dernier concert était un récital public au Bosque de Chapultepec le 16 novembre 2019,.
Le 28 avril 2020, lors de la pandémie de Covid-19, il est admis à l'hôpital le 20 novembre à cause de difficultés respiratoires sévères. Ayant des antécédents de tabagisme à l'origine de problèmes respiratoires chroniques, il meurt d'une pneumonie le 30 avril. Des tests post-mortem démontrent qu'il avait contracté le Covid-19, qui a été l'élément déclencheur de la pneumonie qui lui a été fatale.

## Hommages
Le jour de sa mort, les réseaux sociaux mexicains sont remplis d'hommage. La Secrétaire à la Culture Alejandra Frausto Guerrero publie sur Twitter : "Une voix qui lutte ne s'éteint jamais, merci Óscar Chávez, ta vie a été un voyage digne de toi. Mes condoléances les plus sincères à sa famille, ses amis et ses compagnons de lutte et de chanson." La maire de Mexico Claudia Sheinbaum tweete aussi "Hasta siempre Óscar Chávez. De nombreux souvenirs continueront à nous accompagner. Nous avons grandi en écoutant tes chansons toujours proches des mouvements sociaux".

## Films
- Los Caifanes, de Juan Ibáñez, (1966)
- El Oficio mas antiguo, de Luis Alcoriza
- Santa, d'Emilio Gómez Muriel (1969)
- Flor de Durazno, d'Emilio Gómez Muriel (1970)
- Las Cadenas del Mal, de José Díaz Morales (1970)
- Piedras verdes, d'Angel Flores Torres (2001)